# Ballywholan

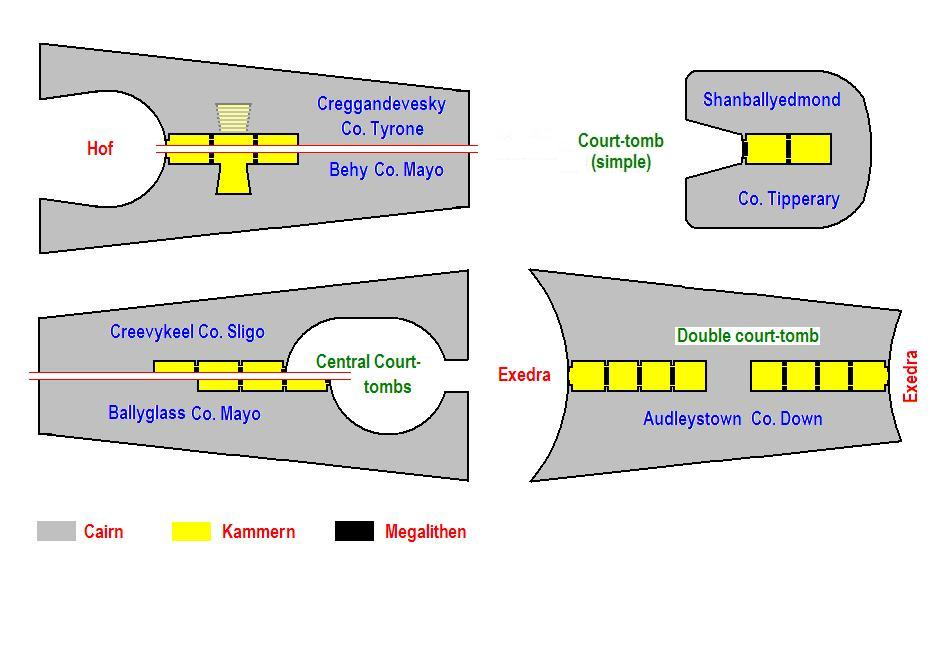
Formen von Court Tombs

Im Townland Ballywholan (gesprochen Ballyhollan, irisch Baile Uí Choileáin) unweit der Grenze zum County Monaghan etwa 5,7 km südöstlich von Clogher im County Tyrone in Nordirland liegen das Portal Tomb „Carnfadrig“ und das etwa 2,3 km entfernte Dual-Court Tomb „Carnagat“.

## Carnfadrig

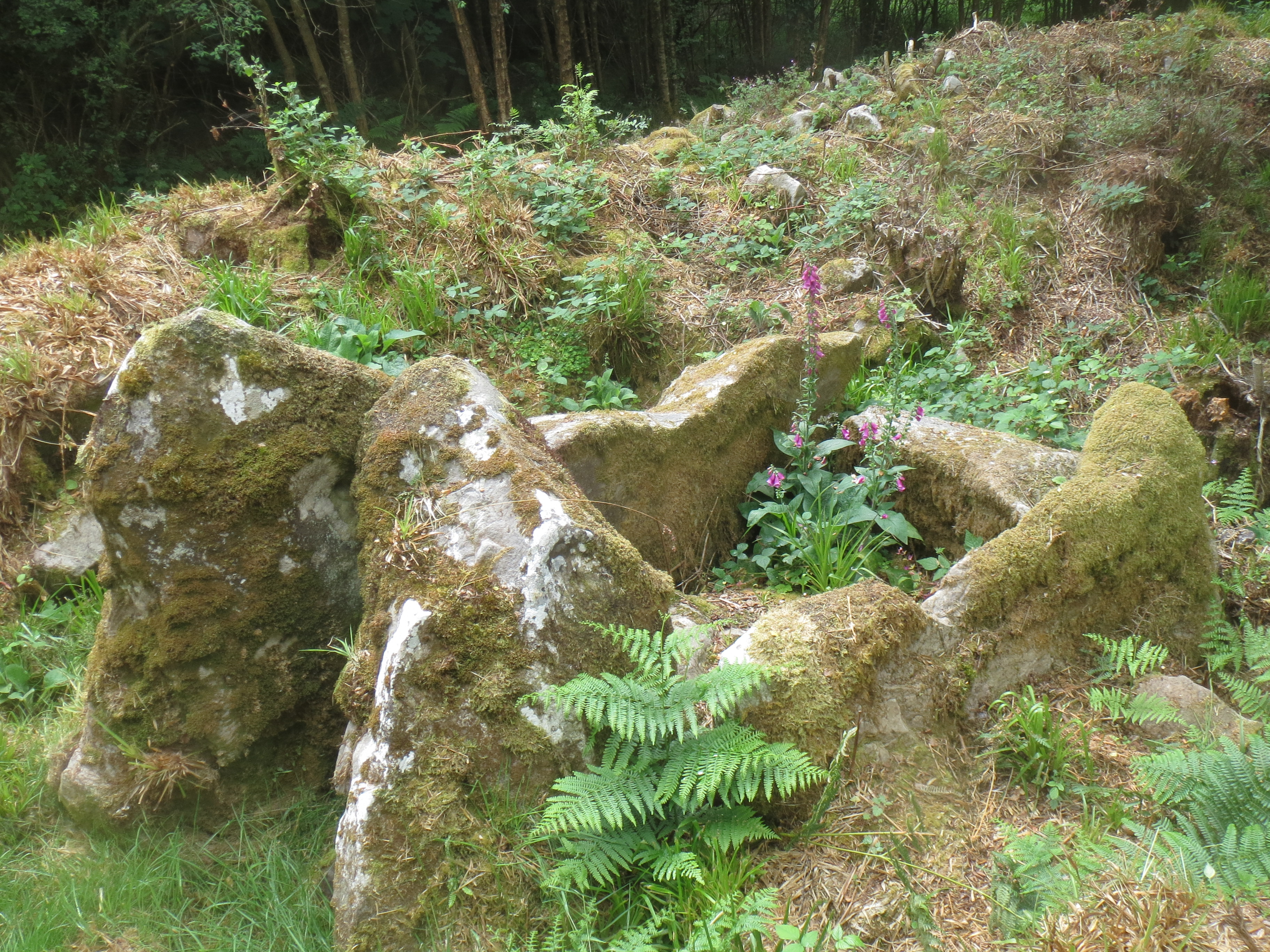
Carnfadrig

Carnfadrig (irisch Carn Phádraig – deutsch „Patricks Cairn“) ist ein an einem Hügel nördlich der Shanco Road  gelegenes Portal Tomb mit einem erhaltenen Kammerteil bestehend aus zwei 1,6 m hohen Portalsteinen und einem Türstein am Ostende eines für Anlagen dieses Typs ungewöhnlichen, 20 Meter langen etwa zwei Meter hohen trapezoiden Steinhügels, an dessen Westende zwei schräg angesetzte Kammern liegen. Diese Anlage kombiniert die Formen eines Portal mit denen eines Court Tombs. Die Ausgrabung durch J. Rapmund am Ende der 1890er Jahre erbrachte einige menschliche Knochen und Feuersteinwerkzeuge sowie unverzierte Keramikscherben. Eine Ausgrabung des Hügels ergab eine komplexe innere Struktur aus Abteilen, die aus großen Steinen gebildet wurden. Der Name des Denkmals stammt aus der traditionellen Verwendung des Namens St. Patricks in dem Tal, das zum Bistum Clogher gehört.

## Carnagat
Carnagat (irisch Carn na gCat – deutsch „Katzencairn “) im Moor über dem Tal des Furey River liegt nur 800 Meter von der Grenze zur Republik Irland . Es ist ein etwa 20 m langes Beispiel für ein Dual Court Tomb mit zwei etwa halbkreisförmigen Vorplätzen und einer Galerie aus jeweils zwei etwa 2,5 m langen Kammern, die Rücken an Rücken liegen und einen gemeinsamen Endstein haben. Die Ausgrabung am Ende der 1890er Jahre erbrachte einige menschliche Knochen und Feuersteinwerkzeuge sowie unverzierte Keramikscherben. Einer der Steine zeigt eine L-förmige, zum Großteil künstliche Ausklinkung. Solche schulterförmige Auskerbungen wurden auch auf Steinsetzungen (Menhiren) und den Portal Tombs von Ballykeel, Legananny und Wateresk gefunden (alle in Nordirland).
Court Tombs gehören zu den megalithischen Kammergräbern (englisch chambered tombs) der Britischen Inseln. Sie werden mit etwa 400 Exemplaren nahezu ausschließlich in Ulster im Norden von Irland beziehungsweise in Nordirland gefunden.